# 410 Chloris
Clori (ufficialmente 410 Chloris) è un asteroide della fascia principale del diametro medio di circa 123,57 km. Scoperto nel 1896, presenta un'orbita caratterizzata da un semiasse maggiore pari a 2,7289587 UA e da un'eccentricità di 0,2365652, inclinata di 10,92238° rispetto all'eclittica.
Stanti i suoi parametri orbitali, è considerato il prototipo della famiglia Clori di asteroidi.
Il suo nome è dedicato a Clori, nella mitologia greca sposa di Zefiro e dea dei fiori.